# Камачо, Хорхе
Хорхе Камачо (исп. Jorge R. Camacho Lazo; 1934, Гавана — 2011, Париж) — кубинский и французский живописец и график, близкий к сюрреализму.

## Биография
Самоучка, в 1951 году он бросил учебу на юридическом факультете и обратился к живописи. В 1953 год прожил в Мексике. Первая персональная выставка состоялась в Гаване в 1955. У него также была выставка в Гаване и в 1958 году. В 1959 переехал в Париж, в 1961 году познакомился с А. Бретоном, вошёл в круг сюрреалистов. В 1967 году ненадолго вернулся на Кубу, познакомился с Рейнальдо Аренасом. По возвращении во Францию увлёкся алхимической символикой, что нашло выражение в его творчестве.

## Творчество
Сюрреалистическая живопись и графика Хорхе Камачо, на которую, по его собственным словам, оказали влияние Р. Тамайо, Ж. Миро, И. Танги, Ф. Бэкон, В. Лам, активно использует символику латиноамериканских архаических ритуалов.